# Ferdinand Wilhelm Weber
Ferdinand Wilhelm Matthäus Weber (Eigenschreibweise häufig Ferdinand Weber; * 22. Oktober 1836 in Schwabach; † 10. Juli 1879 in Polsingen) war ein deutscher lutherischer Geistlicher, Theologe und Judaist.

## Leben
Ferdinand Weber besuchte zunächst die Lateinschule in Schwabach, bevor er 1850 an das Nürnberger Gymnasium wechselte. Bereits in dieser Zeit stand er unter dem Einfluss von Wilhelm Löhe. 1855 ging er zum Studium der Theologie an die Universität Erlangen. Dort widmete er sich unter dem Einfluss von Franz Delitzsch der Judaistik und ging auf Rat Delitzschs an die Universität Leipzig, um sich dem Studium des Arabischen unter Heinrich Leberecht Fleischer zu widmen. Zurück in Erlangen wurde er 1859 mit der Dissertation Über die Lehre Kants vom Schönen und Erhabenen zum Dr. theol. promoviert.
Weber ging 1859 auf Wunsch Löhes als Vikar nach Neuendettelsau und wurde außerdem Lehrer an der Missionsanstalt Neuendettelsau. In dieser Zeit begann er auch sein schriftstellerisches Wirken. Von 1860 bis 1867 war er Schriftleiter der Wochenschrift Der Freimund. 1864 wechselte er auf die Pfarrstelle von Diebach und 1872 als Nachfolger von Löhe auf die von Neuendettelsau bei St. Nikolai. Im selben Jahr begab er sich auf eine Reise nach Russland.
Weber musste 1876 aus gesundheitlichen Gründen seine Stelle in Neuendettelsau aufgeben und übernahm dafür die Pfarrstelle in Polsingen. Ebenfalls 1876 übernahm er die Schriftleitung des Korrespondenzblatts für die evangelisch-lutherischen Geistlichen in Bayern sowie des Evangelischen Schulblatts. Alle diese Ämter hatte er bis zu seinem Tod inne.

## Werke (Auswahl)
- Hermann der Prämonstratenser oder die Juden und die Kirche des Mittelalters, Beck, Nördlingen 1861.
- Vom Zorne Gottes: ein biblisch-theologischer Versuch, Deichert, Erlangen 1862.
- Kurzgefaßte Einleitung in die heiligen Schriften Alten und Neuen Testamentes, 1. Auflage, Beck, Nördlingen 1863 (2. sehr vermehrte und größtenteils überarbeitete Auflage, Beck, Nördlingen 1867).
- Wie kann der christliche Volksschullehrer an der Schuljugend Seelsorge üben?, Junge, Ansbach 1866.
- Reiseerinnerungen aus Rußland, Naumann, Leipzig 1873.
- Der Profet Jesaja, 2 Bände, Beck, Nördlingen 1875–1876.
- System der altsynagogalen palästinischen Theologie aus Targum, Midrasch und Talmud, Dörfling & Franke, Leipzig 1880.